# قرار مجلس الأمن التابع للأمم المتحدة رقم 161
قرار مجلس الأمن التابع للأمم المتحدة رقم 161، المعتمد في 21 فبراير 1961، بعد الإشارة إلى مقتل باتريس لومومبا، موريس مبولو وجوزيف أوكيتو وتقرير الممثل الخاص للأمين العام، حث المجلس الأمم المتحدة على اتخاذ إجراءات فورية لمنع حدوث الحرب الأهلية في الكونغو، حتى استخدام القوة ضروري. كما حث المجلس على انسحاب جميع البلجيكيين وغيرهم من الأفراد العسكريين وشبه العسكريين والمرتزقة من خارج الأمم المتحدة، ودعا جميع الدول إلى اتخاذ تدابير لمنع وسائل النقل والمرافق الأخرى لهؤلاء الأفراد الذين ينتقلون إلى الكونغو. وقرر المجلس أيضا أنه سيبدأ تحقيقا في وفاة السيد لومومبا وزملائه الذين وعدوا بمعاقبة الجناة.
تمت الموافقة على القرار بأغلبية تسعة أصوات. امتنعت فرنسا والاتحاد السوفياتي.